# Quattro pezzi sacri

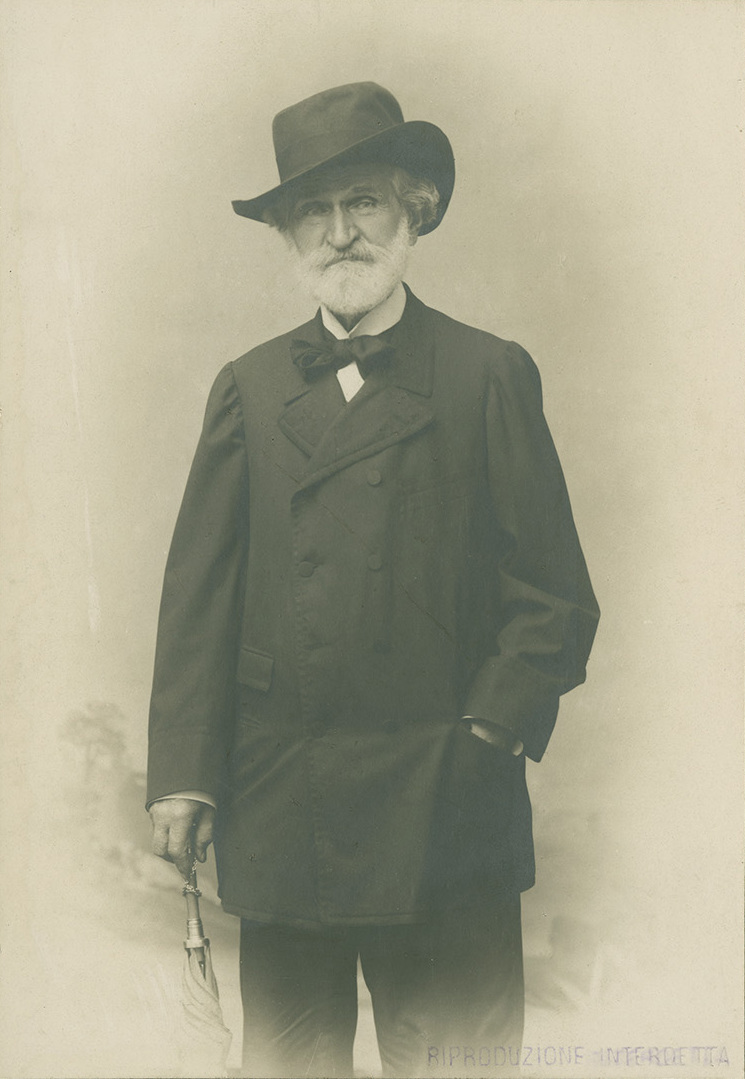
Leur compositeur, Giuseppe Verdi.

Les Quattro pezzi sacri (Quatre pièces sacrées) sont un recueil d'œuvres chorales de Giuseppe Verdi. Écrites séparément, elles ont différentes origines mais sont toutefois fréquemment données dans un même cycle.

## Structure
Elles sont composées de : 
- Ave Maria (pour chœur, sans accompagnement, en latin, composé en 1889 et révisé en 1898)
- Stabat Mater (pour chœur et orchestre, en latin, composé en 1896-1897)
- Laudi alla Vergine Maria (pour voix de femmes, sans accompagnement, en italien, composées en 1887-1888)
- Te Deum (pour double chœur et orchestre, en latin, composé en 1895-1896)

L'Ave Maria (sulla scala enigmatica) utilise l'échelle énigmatique et fut ajouté aux trois autres œuvres rassemblées dans un recueil dont le titre Tre pezzi sacri fut alors modifié. Arrigo Boito avait écrit (en réponse à une lettre du maestro qui estimait avec cet Ave Maria mériter la béatification) : « Il vous faudra beaucoup d’Ave Maria pour que le Saint-Siège vous pardonne le Credo que chante Iago » dans l'opéra Otello.
Verdi nommait les Laudi la Prière du Paradis en référence à la Divine Comédie d'où le texte était tiré. Il adressa l'ensemble avec réticence à l'éditeur Ricordi le 25 octobre 1897, quelques jours avant la mort de Giuseppina Strepponi.
C'est le chef d'orchestre Arturo Toscanini qui a, le premier, considéré que ces quatre pièces pouvaient constituer un recueil.

## Création
La première exécution a eu lieu avant la publication, le 7 avril 1898 à l'Opéra de Paris sous le titre de Tre pezzi sacri dans le cadre des concerts de la Société des Concerts du Conservatoire, sous la direction de Paul Taffanel. L'Ave Maria a été ajouté plus tard.
Verdi n'était pas présent à la création: son épouse Giuseppina Strepponi était décédée deux ans auparavant et le Maître de Busseto désormais vieilli ne s'est pas senti en état d'affronter le voyage et la fatigue de l'exécution et de la direction. Ce sera Arrigo Boito à qui il avait donné plusieurs instructions verbales, qui se chargera en fait de la préparation du concert. La première italienne du cycle, toujours sans l'Ave Maria, a eu lieu le 26 mai 1898 à Turin, sous la direction d'Arturo Toscanini, qui avait consulté au préalable Verdi. La première à Vienne a eu lieu le 13 novembre 1898, sous la direction de Richard von Perger et l'Ave Maria était inclus. Lors de ce concert, les solistes pour l'Ave Maria et les Laudi ont été remplacés par un chœur de femmes.
Aujourd'hui c'est surtout le Te Deum qui est joué en concert, tandis que le cycle global est rarement entendu. Contrairement aux instructions de Verdi, l'Ave Maria et les Laudi alla Vergine Maria sont souvent chantés par un chœur de femmes, au lieu de solistes.

## Adaptations
L'échelle énigmatique de l'Ave Maria a été reprise en 1979 par Luigi Nono comme base pour son quatuor à cordes Fragmente − Stille, An Diotima.

## Sources
- (en) Cet article est partiellement ou en totalité issu de l’article de Wikipédia en anglais intitulé « Quattro Pezzi Sacri » (voir la liste des auteurs).

- Mary Jane Phillips-Matz, Giuseppe Verdi, Paris, Fayard, 1996 (ISBN 2-213-59659-X)